# Loi d'Emmert
 (août 2022).
La mise en forme du texte ne suit pas les recommandations de Wikipédia : il faut le « wikifier ».
Les points d'amélioration suivants sont les cas les plus fréquents. Le détail des points à revoir est peut-être précisé sur la page de discussion.
- Les titres sont pré-formatés par le logiciel. Ils ne sont ni en capitales, ni en gras.
- Le texte ne doit pas être écrit en capitales (les noms de famille non plus), ni en gras, ni en italique, ni en « petit »…
- Le gras n'est utilisé que pour surligner le titre de l'article dans l'introduction, une seule fois.
- L'italique est rarement utilisé : mots en langue étrangère, titres d'œuvres, noms de bateaux, etc.
- Les citations ne sont pas en italique mais en corps de texte normal. Elles sont entourées par des guillemets français : « et ».
- Les listes à puces sont à éviter, des paragraphes rédigés étant largement préférés. Les tableaux sont à réserver à la présentation de données structurées (résultats, etc.).
- Les appels de note de bas de page (petits chiffres en exposant, introduits par l'outil «  Source ») sont à placer entre la fin de phrase et le point final[comme ça].
- Les liens internes (vers d'autres articles de Wikipédia) sont à choisir avec parcimonie. Créez des liens vers des articles approfondissant le sujet. Les termes génériques sans rapport avec le sujet sont à éviter, ainsi que les répétitions de liens vers un même terme.
- Les liens externes sont à placer uniquement dans une section « Liens externes », à la fin de l'article. Ces liens sont à choisir avec parcimonie suivant les règles définies. Si un lien sert de source à l'article, son insertion dans le texte est à faire par les notes de bas de page.
- La présentation des références doit suivre les conventions bibliographiques. Il est recommandé d'utiliser les modèles {{Ouvrage}}, {{Chapitre}}, {{Article}}, {{Lien web}} et/ou {{Bibliographie}}. Le mode d'édition visuel peut mettre en forme automatiquement les références.
- Insérer une infobox (cadre d'informations à droite) n'est pas obligatoire pour parachever la mise en page.

Pour une aide détaillée, merci de consulter Aide:Wikification.
Si vous pensez que ces points ont été résolus, vous pouvez retirer ce bandeau et améliorer la mise en forme d'un autre article.
La Loi d'Emmert est une loi physique décrite pour la 1ère fois par Émile Emmert (1844-1911). Il a noté qu'une image rémanente semblait augmenter en taille lorsqu'elle était projetée à une plus grande distance.
Elle a été utilisée pour étudier l'illusion de la lune (l'agrandissement apparent de la lune ou du soleil près de l'horizon par rapport à ce qui se passe plus haut dans le ciel),.

## Principe
La loi d'Emmert stipule que les objets qui génèrent des images rétiniennes de la même taille auront une taille physique (taille linéaire) différente s'ils semblent être situés à des distances différentes. Plus précisément, la taille linéaire perçue d'un objet augmente à mesure que sa distance perçue par rapport à l'observateur augmente. Cela a un sens intuitif : un objet de taille constante projettera des images rétiniennes de plus en plus petites à mesure que sa distance par rapport à l'observateur augmente. De même, si les images rétiniennes de deux objets différents situés à des distances différentes sont identiques, la taille physique de l'objet le plus éloigné doit être plus grande que celle de l'objet le plus proche.

## Présentation
Emil Emmert (1844–1911) a décrit la loi pour la première fois en 1881. Certains auteurs considèrent ainsi la loi d'Emmert comme se référant strictement à l'augmentation de la taille apparente d'une image rémanente lorsque la distance entre l'observateur et le plan de projection est augmentée, comme c'était le cas dans sa forme originale. D'autres auteurs considèrent que la loi d'Emmert s'applique à toute estimation comparative de la taille physique dans laquelle la taille de l'image rétinienne, quelle qu'en soit la forme, est assimilée.
On ne sait pas si Emmert sous-entendait que l'augmentation de la distance se réfère à une augmentation de la distance physique ou à une augmentation de la distance perçue, mais la plupart des auteurs supposent que c'est plutôt cette dernière. Selon cette interprétation, la loi d'Emmert est un cas particulier de constance de taille et de l'hypothèse d'invariance taille-distance, qui stipule que le rapport de la taille linéaire perçue à la distance perçue est une simple fonction de l'angle visuel.
L'effet de la distance d'observation sur la taille perçue peut être observé en obtenant d'abord une image rémanente, image qui peut être obtenu en regardant une lumière vive pendant une courte période ou en fixant une figure pendant une période plus longue. La taille de la figure semble augmenter lorsqu'elle est projetée à une distance plus grande. Cependant, l'augmentation de la taille perçue est beaucoup moins importante que ce qui serait prédit par la géométrie, ce qui jette un doute sur l'interprétation géométrique donnée ci-dessus. De plus, le changement de la taille perçue est affecté par les distances illusoires dans la chambre d'Ames ; cela suggère également que, lorsque les indices de distance sont réduits, il n'y a pas de relation géométrique simple entre la taille perçue de l'image rémanente et la distance d'observation réelle.
Une étude en neuro-imagerie, où était examiné l'activation cérébrale lorsque les participants regardaient des images rémanentes sur des surfaces placées à différentes distances, a trouvé des preuves soutenant la loi d'Emmert et donc la constance de la taille dans le cortex visuel primaire (V1) ; c'est-à-dire que plus la taille perçue de l'image rémanente est grande, plus l'activation rétinotopique dans V1 est importante.
Certains ont critiqué l'utilisation de la loi d'Emmert pour expliquer des phénomènes tels que l'illusion de la lune, car la loi d'Emmert explique une perception en fonction d'une autre, plutôt que d'expliquer l'un des processus ou mécanismes internes complexes vraisemblablement impliqués dans la perception. En d'autres termes, la loi d'Emmert est utile, mais elle n'explique pas pourquoi vous percevez un objet comme étant plus grand si vous le percevez comme étant plus éloigné.